# Ghosts Hockey Team Padova
Il Ghosts Hockey Team Padova, noto come Ghosts Padova, è una società italiana di hockey in-line con sede a Padova. Il suo colore sociale è il nero ed è stato costituito nel 1998.
Nel suo palmarès annovera 2 titoli nazionali, precisamente 1 scudetto (nel 2002-2003) e 1 Coppa Italia (2005-2006).

## Storia

### Le origini e gli anni duemila
La società Ghosts Hockey Team Padova nasce ufficialmente l'estate del 1998. Dopo una prima stagione in cui la squadra ha partecipato al campionato regionale Veneto, sotto la guida dell'allenatore Luca Segalina (uno dei giocatori "storici" dei Ghosts) nella stagione 1999/2000 i fantasmi ottengono la promozione in serie A2 attraverso i playoff. Il 2000 è l'anno della svolta per i Ghosts; sotto la spinta decisa del presidente Andrea Sandi (ancora in carica) i Ghosts iscrivono una seconda squadra nel campionato di serie B, pongono le fondamenta per il settore giovanile, in modo da garantire un futuro alla società, e iniziano a fare programmi ambiziosi per il futuro. Sotto la guida dell'esperto Robert Zumofen, una carriera ai massimi livelli nell'hockey ghiaccio italiano, i patavini ottengono la qualificazione ai playoff promozione; sarà la vittoria in semifinale contro gli Asiago Vipers a spalancare ai Ghosts le porte della massima serie. La prima stagione in A1 è più che positiva e vede la corsa dei Ghosts interrotta dagli All Stars Milano solo nella semifinale dei playoff scudetto. La stagione successiva (2002/2003), con giocatori del calibro di Guenther Hell, Francois Gravel, Jason Cirone, Gigi Da Corte, Fabrizio Fontanive, Fabio Rigoni e Alexander Avancini, e sotto la sapiente guida dell'allenatore della Nazionale, Angelo Roffo, i Ghosts, dopo un cammino trionfale in regular season e playoff, superano in finale i Wild Boys Noto, laureandosi Campioni d'Italia. Nell'ottobre 2003 i Ghosts battezzano la prima edizione della European Champions Cup, a Bairon et ses environs in Francia, fermandosi solo in finale, superati dai Diables Rethelois.
Nel 2003/04, a causa di alcuni problemi di natura economica, i Ghosts rischiano il fallimento; nonostante il pesante ridimensionamento riescono comunque a qualificarsi per i playoff, da dove vengono però eliminati dai Wild Boys Noto. Nella stagione successiva, nonostante una partenza difficile, i Ghosts guidati dal fenomeno canadese Dave Hammond e dal portierone sloveno Jure Penko, si qualificano ancora per i playoff, uscendo però ai quarti di finale per mano della squadra più forte, gli Asiago Vipers, nonostante la vittoria in gara 1. Nel campionato 2005/06 i Ghosts rinverdiscono i fasti, e costruiscono una squadra che possa rivincere lo scudetto. L'inizio di stagione è trionfale, a gennaio 2006 la bacheca dei Ghosts si riapre per far posto alla Coppa Italia, conquistata nella finale di Viareggio contro il Milano Rams (10-3). Il cammino dei fantasmi è trionfale fino alla finale scudetto, contro l'Asiago fresco campione d'Europa e campione d'Italia in carica. La combattutissima gara 1 vede i Ghosts sconfitti solo nel finale, dopo aver condotto a lungo l'incontro. I fantasmi pareggiano i conti in gara 2, grazie ad una prestazione strepitosa di fronte ad un PalaBrentelle gremito e ribollente d'entusiasmo. In gara 3 la magia non si ripete e i Vipers espugnano il Brentelle. La decisiva gara 4, al termine di una partita spettacolare ed apertissima fino agli ultimi secondi, vede gli Asiago Vipers Tegola Canadese confermarsi campioni d'Italia. Nel campionato 2006/07 i Ghosts salutano la massima serie, al termine di un campionato tribolato, sofferto, giocato quasi per intero con i giocatori del vivaio. Nonostante le enormi difficoltà, anche economiche, grazie ad un buon girone di ritorno, i fantasmi mancano, sfiorandola, una miracolosa salvezza che ha appassionato il pubblico fino all'ultima partita.
Negli ultimi anni i Ghosts Padova hanno concentrato gli sforzi tecnici ed economici sulla crescita del settore giovanile, creando un vivaio nutrito che già raccoglie prestigiosi risultati a livello nazionale e lascia sperare in un ottimo potenziale per il futuro. Nel 2007 la prima squadra, composta dai primi giovani usciti dal vivaio, sotto la guida di Coach Frizzi ha affrontando il campionato nazionale di serie A2. Il settore giovanile dei Ghosts Padova ha portato alle fasi interregionali altre due categorie (Primavera e Ragazzi), firmandosi come una tra le migliori scuole di hockey in Italia e mostrando un ottimo potenziale per il futuro. Nella stagione 2009/2010 i Ghosts hanno ottenuto la promozione in serie A1 dopo essersi posizionati al 1º posto nel campionato di A2 davanti alla compagine del Cittadella.

## Cronistoria
| Cronistoria del Ghosts Hockey Team Padova |
| --- |
| - 1998 · Fondazione del Ghosts Hockey Team Padova. - 1998-1999 · Serie B. - 1999-2000 · Serie B. Promosso in Serie A2. - 2000-2001 · Serie A2. Promosso in Serie A1. - 2001-2002 · 1º nel girone B di Serie A1, semifinale dei play-off scudetto. Prima fase a gironi di Coppa Italia. - 2002-2003 · Campione d'Italia (1º titolo). - 2003-2004 · 3º nel girone A di Serie A1, quarti di finale dei play-off scudetto. Fase a gironi di Coppa Italia. Finale di Supercoppa italiana. Finale di European Champions Cup. - 2004-2005 · ? di Serie A1. Prima fase a gironi di Coppa Italia. - 2005-2006 · 2º nel girone A di Serie A1, finale dei play-off scudetto. Vince la Coppa Italia (1º titolo). - 2006-2007 · 6º nel girone B di Serie A1. Retrocesso in Serie A2. Prima fase a gironi di Coppa Italia. Finale di Supercoppa italiana. - 2007-2008 · Serie A2. ? di Coppa Italia. - 2008-2009 · Serie A2. - 2009-2010 · Serie A2. Promosso in Serie A1. - 2010-2011 · 2º in Serie A1, finale dei play-off scudetto. Ottavi di finale di Coppa Italia. - 2011-2012 · 6º in Serie A1. Seconda fase a gironi di Coppa Italia. - 2012-2013 · 4º in Serie A1, semifinale dei play-off scudetto. Seconda fase a gironi di Coppa Italia. - 2013-2014 · 2º in Serie A1, semifinale dei play-off scudetto. Semifinale di Coppa Italia. - 2014-2015 · 6º in Serie A1, quarti di finale dei play-off scudetto. Quarti di finale di Coppa Italia. - 2015-2016 · 8º in Serie A1, quarti di finale dei play-off scudetto. Fase a gironi di Coppa Italia. Semifinale di Coppa FIPH. - 2016-2017 · 6º in Serie A, quarti di finale dei play-off scudetto. Superfinal di Coppa Italia. - 2017-2018 · 7º in Serie A, quarti di finale dei play-off scudetto. Quarto turno di Coppa Italia. Prima fase di Coppa FIRS. - 2018-2019 · 3º in Serie A, semifinale dei play-off scudetto. Terzo turno di Coppa Italia. Prima fase di Coppa FIRS. - 2019-2020 · 4º in Serie A . Sesto turno di Coppa Italia . Prima fase di Coppa FIRS . - 2020-2021 · 3º in Serie A, 4º al Master Round, semifinale dei play-off scudetto. Semifinale di Coppa Italia. Prima fase a gironi di Eurolega. finale di President Cup. - 2021-2022 · 5º in Serie A, 5º al Master Round, quarti di finale dei play-off scudetto. Semifinale di Coppa Italia. - 2022 · Rinuncia a partecipare alla serie A. Viene praticata solo attività giovanile. - 2022-2023 · Attività giovanile. |

## Palmarès

### Competizioni nazionali
- Campionato italiano: 1

2002-2003
- Coppa Italia: 1

2005-2006

## Statistiche

### Partecipazione ai campionati
| Livello | Categoria | Partecipazioni | Debutto   | Ultima stagione | Totale |
| ------- | --------- | -------------- | --------- | --------------- | ------ |
| 1º      | Serie A1  | 12             | 2001-2002 | 2015-2016       | 18     |
| 1º      | Serie A   | 6              | 2016-2017 | 2021-2022       | 18     |
| 2º      | Serie A2  | 4              | 2000-2001 | 2009-2010       | 4      |
| 3º      | Serie B   | 2              | 1998-1999 | 1999-2000       | 2      |

### Partecipazioni alle coppe nazionali
| Competizione        | Partecipazioni | Debutto   | Ultima stagione |
| ------------------- | -------------- | --------- | --------------- |
| Coppa Italia        | 18             | 2001-2002 | 2021-2022       |
| Coppa FIPH/FIRS     | 4              | 2015-2016 | 2019-2020       |
| Supercoppa italiana | 2              | 2003      | 2006            |

### Partecipazioni alle coppe internazionali
| Competizione                    | Partecipazioni | Debutto | Ultima stagione |
| ------------------------------- | -------------- | ------- | --------------- |
| European Champions Cup/Eurolega | 2              | 2003    | 2021            |
| Confederation Cup/President Cup | 1              | 2021    | 2021            |